# Guadalupe Hidalgó-i béke

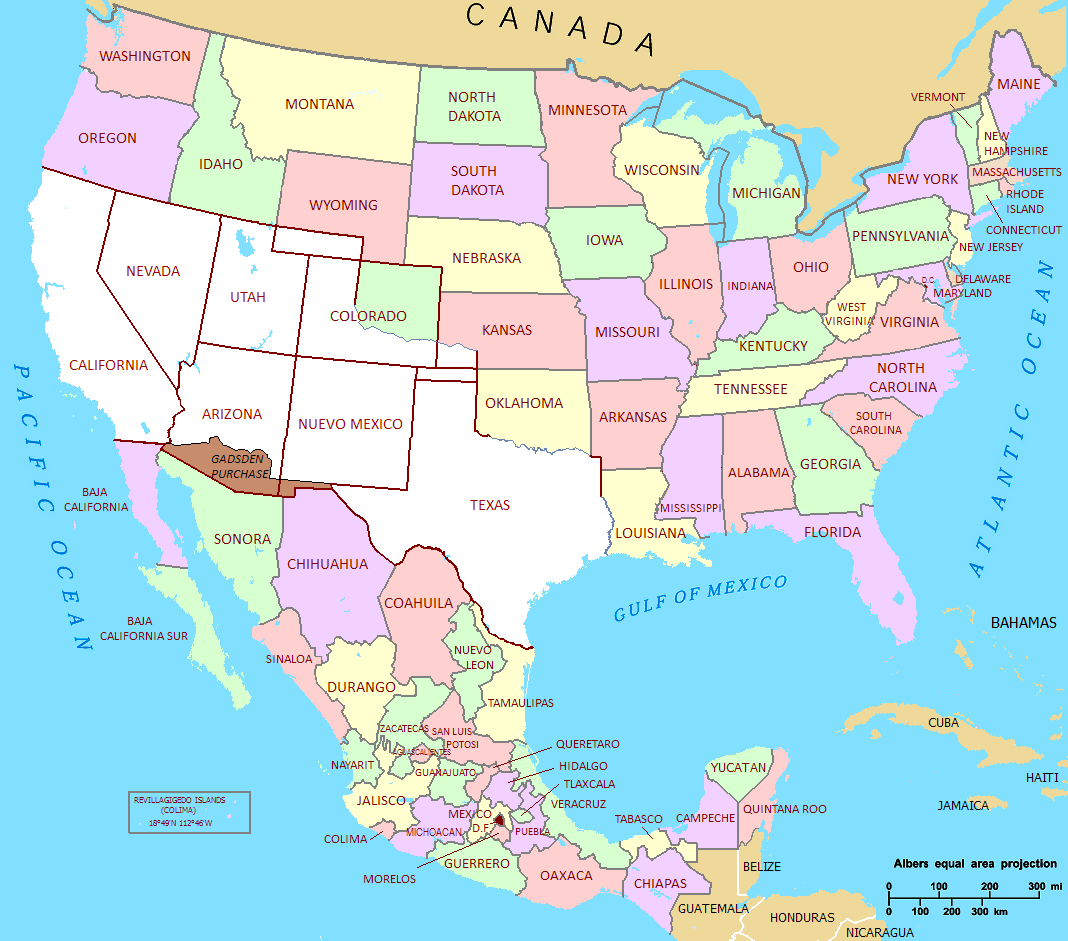
A Guadalupe Hidalgó-i békével Mexikótól az USA-hoz került és az 1853-ban megvásárolt terület. A Gadsden-vétel egy része, a mai Mesilla (Új-Mexikó) környékén a szerződés után vita tárgyát képezte.

Az 1848. február 2-án aláírt Guadalupe Hidalgó-i béke zárta le az 1846. május 13-án kezdődött mexikói–amerikai háborút. A győztes Amerikai Egyesült Államok által diktált szerződésben Mexikó ideiglenes kormánya lemondott az ország területének 55%-áról, 1,37 millió km²-ről (529.000 négyzetmérföld) 15 millió amerikai dollárért és a gazdát cserélő területen élő mexikói állampolgárok föld- és más tulajdonainak tiszteletben tartásáért cserébe. Az egyezmény földterületigényekre vonatkozó kitételét az USA Szenátusa az általa elfogadott szövegből eltávolította, s bár a ratifikált szerződések kicserélésekor írásba foglalt Querétarói protokoll ezt újra megerősítette, az amerikai hatóságok nem tartották magukat hozzá. A szerződés által érintett mexikóiak száma kb. 80 ezer volt (a lakosság 20%-a).

## Háttér
A Guadalupe Hidalgó-i békével elvesztett terület 1821-ben, a mexikói függetlenségi háborúban került mexikói fennhatóság alá. Az Amerikai Egyesült Államok és Spanyolország az 1819-es Adams–Onís-egyezményben jelölte ki közös határát. Az egyezményt 1831-ben Mexikó is ratifikálta, ám a Texasi Köztársaság megalakulása után az új állam keleti határa körül vita alakult ki. A texasi függetlenségi háborút lezárni hivatott velascói szerződéseket (1836. május 14.) a mexikói kormány nem fogadta el, mivel Antonio López de Santa Anna tábornok hadifogolyként és felhatalmazás nélkül írta alá őket. A dokumentum a Rio Grandét jelölte meg a két állam határaként, Mexikó azonban az északabbra lévő Nueces folyóig terjedő területre tartott igényt. A mexikóiak az Adams–Onís-egyezmény III. cikkelyére is hivatkoztak, amelyben az USA és Spanyolország kölcsönösen és végleg lemondott a megállapított határaikon kívül eső területek iránti igényéről.
1845. november 10-én James Knox Polk elnök mexikói ügyekért felelős megbízottján, John Slidellen keresztül vételi ajánlatot tett két mexikói tartományra (Nuevo México – 5 millió US$ és Alta California – 40 millió US$), a mexikói kormány tagjai azonban sértőnek tartották az ajánlatot, és találkozni sem voltak hajlandóak Sidellel.
A sikertelen üzlet után az expanzionista Polk már kereste az ürügyet Mexikó megtámadására. A casus belli végül az 1846. április 25-26-án a Rio Grande közelében lezajlott Thornton-affér lett.
Polk május 13-án üzent hadat. A mexikóiak által észak-amerikai inváziónak (La Intervención Norteamericana) nevezett konfliktusban a mexikói hadsereg alulmaradt: Kaliforniában 1847. január 13-án befejeződtek a harcok (cahuengai béke); 1847. szeptember 15-én az USA csapatai bevették Mexikóvárost, és 1848 januárjáig felszámolták a szervezett ellenállást Dél-Mexikóban is. Az ország teljes annektálásának veszélyétől fenyegetve a mexikói kormány kénytelen volt elfogadni az amerikaiak békefeltételeit.

## A szerződés
A szerződést amerikai részről Nicholas Trist, mexikói részről Luis G. Cuevas, Bernardo Couto és Miguel Atristain írták alá 1848. február 2-án a Mexikóvárostól északra lévő Villa Hidalgó-i (ma Gustavo A. Madero, Mexikói Szövetségi Kerület) Guadalupe katedrális főoltárán.

### Ratifikálás és változtatások
Az Amerikai Egyesült Államok Szenátusa 1848. március 10-én ratifikálta a szerződést 38-14 arányban, a mexikói kormány pedig 1848. május 19-én, a törvényhozás 51-34 és a Szenátus 33-4 arányú szavazását követően.
Az USA Szenátusa által elfogadott dokumentumban a IX. cikkelyt megváltoztatták, a X. cikkelyt pedig teljes egészében eltávolították.
A IX. cikkely aláírt szövege szerint a gazdát cserélő területeken élők lemondhattak mexikói állampolgárságukról, s ezzel amerikai állampolgárokká váltak „a lehető leghamarabb” – a Szenátus ezt „az Egyesült Államok Kongresszusa által megfelelőnek ítélt időpontban” kifejezésre cserélte. Lerövidítették továbbá a területek lakosait megillető jogokról és a szabad vallásgyakorlásról szóló részt (az átszövegezéshez a Louisiana megvételéről szóló szerződést használták), és eltávolították az új határ által kettévágott katolikus egyházi kerületek belső kommunikációjának háborítatlanságát garantáló bekezdést.
A kihagyott X. cikkely a meglévő földtulajdonok tiszteletben tartásáról szólt. A terület változó hatalmi viszonyai és a mexikói bürokrácia lassúsága miatt a tulajdonviszonyok egy része rendezetlen volt. Ha a Szenátus elfogadta volna a cikkelyt, mexikói, sőt spanyol uralom alatt keletkezett megalapozatlan követeléseket biztosított volna be, s a függetlenné válása előtti Texas mexikói földbirtokosait is visszahelyezte volna jogaikba.

### A szerződés tartalma
I. cikkely

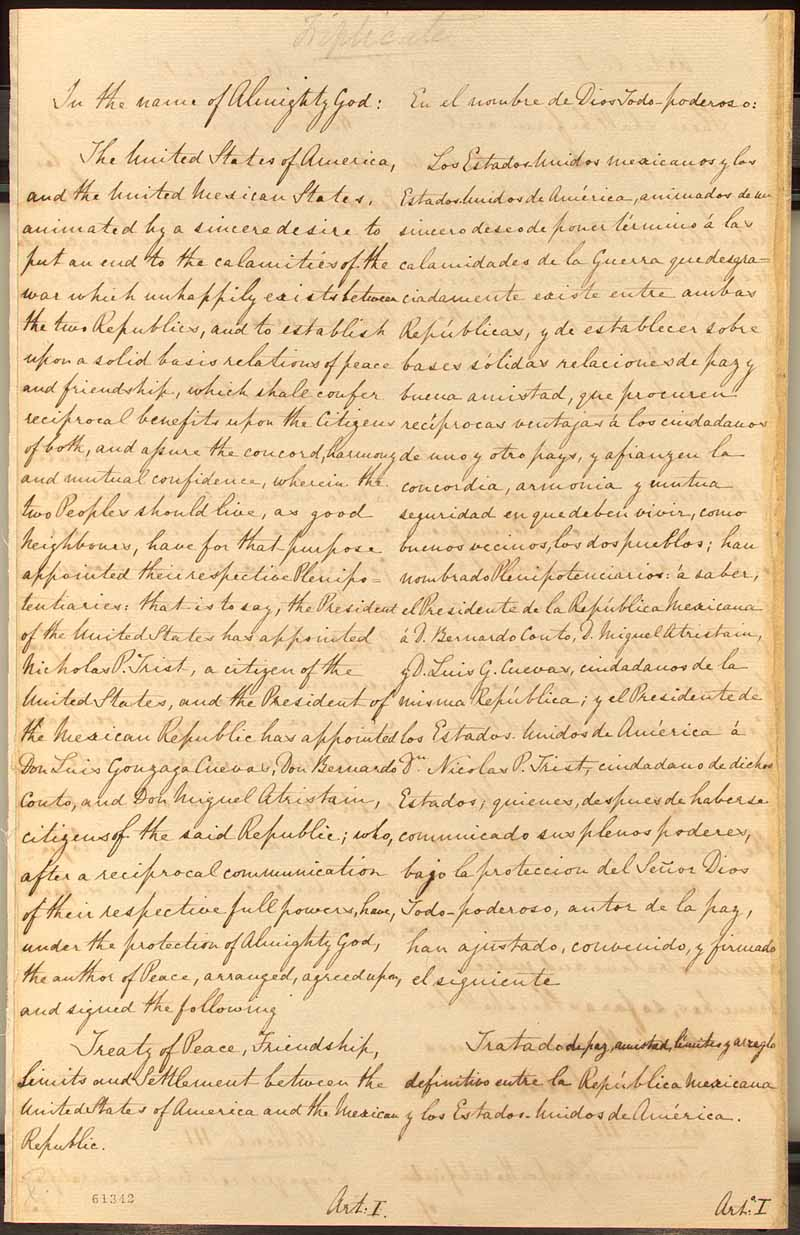
A békeszerződés első lapja

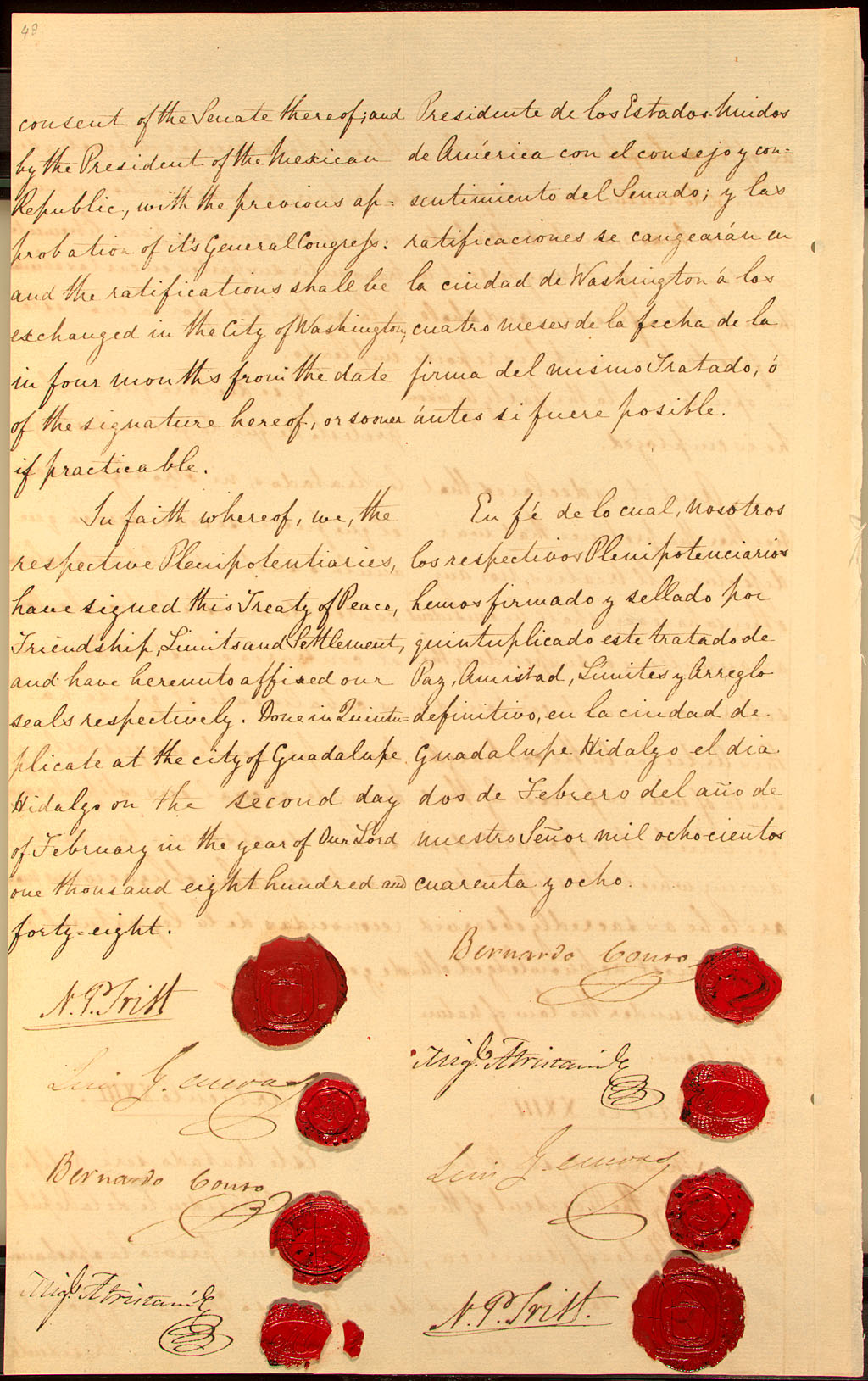
A békeszerződés utolsó lapja

„Szilárd és általános béke” az Amerikai Egyesült Államok és a Mexikói Köztársaság között.
II. cikkely
A harci tevékenységek beszüntetéséről és a megszállt területek alkotmányos rendjének helyreállításáról tárgyaló megbízottak azonnali kinevezése.
III. cikkely
A szerződés ratifikálását követően a mexikói kikötők blokádjának feloldása, az amerikai csapatok kijelölt gyülekezési pontokra vezénylése, a kikötőktől legfeljebb 30 órányi járóföldre (league). Az amerikai megszállás alatt lévő kikötők vámházainak átadása mexikói hivatalnokoknak.
IV. cikkely
Az erődökben amerikai kézre került fegyverek, lőszerek és más köztulajdonban álló eszközök visszaadása. A Mexikói Köztársaság következő cikkelyben meghatározandó területét az USA hadserege a kölcsönös ratifikálástól számított három hónapon belül elhagyja. Ha a ratifikálási folyamat elhúzódása miatt a csapatkivonást május 1-jéig nem lehet befejezni, a mexikói kormány május 1. és november 1. között (az év járványos időszakában) szálláshelyet biztosít az amerikai katonáknak (a kikötőktől 30 órányi járóföldnél nem messzebb). A hadifoglyok cseréje; az amerikai kormány mindent megtesz a területén „vad törzsek” (indiánok) által foglyul ejtett mexikóiak szabadon engedése érdekében.
V. cikkely
A két ország új határának részletes leírása.
VI. cikkely
Amerikai állampolgárok és hajóik szabadon közlekedhetnek a Mexikói-öbölben és a Colorado folyón a Gila torkolatáig. A Gila folyó partjain út, vasút vagy csatorna építéséhez a két ország megegyezése szükséges.
VII. cikkely
A Gila folyó és a Rio Grande Új-Mexikó déli határát képező szakasza szabadon és ingyen hajózható mindkét ország állampolgárai számára. A hajóforgalmat terhelő adó bevezetéséhez, valamint bármilyen, a partokon végzett építkezés elkezdéséhez a két ország megegyezése szükséges.
VIII. cikkely
Az USA-hoz kerülő területen élő mexikóiak minden ingó és ingatlan vagyonukat megtartva tovább élhetnek addigi lakóhelyükön, vagy szabadon Mexikóba költözhetnek vagyontárgyaikkal és/vagy az értük kapott pénzösszeggel együtt. Az el nem költöző lakosoknak a ratifikálástól számított egy éven belül el kell dönteniük, melyik ország állampolgárai kívánnak lenni. Ha ezt nem teszik meg, automatikusan amerikai állampolgárok lesznek.
IX. cikkely
eredeti: Azon mexikóiak, akik lemondanak állampolgárságukról a lehető leghamarabb amerikai állampolgárokká kell nyilváníttassanak, s addig is minden, a mexikói törvények által őket megillető jogot tiszteletben kell tartani. Az USA más territóriumainak (különösen Louisiana és Florida) lakosaival egyenlő megítélés alá kell esniük. Az egyházi személyek, intézmények és gyülekezetek vallási tevékenységének és tulajdonának tiszteletben tartása. A katolikus egyház belső kapcsolatai és kommunikációja zavartalan kell legyen azokban az egyházi kerületekben is, amiket az új határ kettévágott (az új kerületek kialakításáig).
módosított: Azon mexikóiak, akik lemondanak állampolgárságukról amerikai állampolgárokká kell nyilváníttassanak az Egyesült Államok Kongresszusa által megfelelőnek ítélt időpontban, s addig is személyi szabadságukat, tulajdonjogaikat és vallásuk szabad gyakorlását biztosítani kell.
X. cikkely
eredeti: A mexikói fennhatóság alatti földtulajdonviszonyok az USA-hoz kerülő területeken érvényesek maradnak. A földjeiktől megfosztott személyek (különösen Texasban) újra igényelhetik a mexikói törvények szerint tulajdonukban álló földeket.
XI. cikkely
Az amerikai fennhatóság alá került indiánokat az USA megakadályozza abban, hogy mexikói területre törjenek be, vagy ha mégis sikerülne átlépniük a határt, megbünteti őket. Az USA polgárai nem vásárolhatnak meg indiánok által elfogott mexikói vagy Mexikóban élő külföldi személyeket; sem indiánok által Mexikóból lopott vagyontárgyakat. Az amerikai hatóságok mindent megtesznek az indiánok által elfogott mexikóiak kiszabadításáért. Amennyiben az amerikai kormány indiánokat üldöz el földjeikről, nem hozza őket olyan helyzetbe, hogy azok kénytelenek legyenek Mexikó felé venni az irányt.
XII. cikkely
Az Egyesült Államok kormánya 15 millió dollárt fizet a Mexikói Köztársaságnak az V. cikkelyben meghatározott területekért. Az összeg 3 milliós részletekben fizetendő mexikói arany vagy ezüst érmékben; az első részlet közvetlenül a szerződés mexikói ratifikálása után esedékes, a következők pedig évente, évi 6%-os kamattal növelve.
XIII. cikkely
Az Egyesült Államok átvállalja a Mexikói Köztársaság két korábbi szerződésben meghatározott tartozásait.
XIV. cikkely
Az Egyesült Államok semmissé nyilvánítja a Mexikói Köztársaságtól amerikai állampolgárok által a szerződés aláírásáig követelt, de még meg nem ítélt tartozásokat.
XV. cikkely
Az Egyesült Államok 3,25 millió dolláros alapot hoz létre, amelyből az eltörölt tartozások követelőinek vigaszdíjat fizet.
XVI. cikkely
Mindkét fél fenntartja magának a jogot új erődök építésére.
XVII. cikkely
A Mexikóvárosban, 1831. április 5-én megkötött barátsági, kereskedelmi és hajózási szerződés az utólag hozzáadott cikkely és a jelen szerződéssel ellentétes rendelkezések nélkül a jelen szerződés kölcsönös ratifikálásától számított nyolcéves időtartamra meghosszabbíttatik; a nyolc év lejárta után a szerződést bármely fél felmondhatja, ezen szándékáról egy évvel előre értesítve a másik felet.
XVIII. cikkely
Az amerikai csapatok kivonásának időszakában a kikötőkbe érkező ellátmány vámmentességet élvez. Az amerikaiak segítik a mexikói hivatalnokakat az ellátmány közé rejtett csempészáruk felderítésében.
XIX. cikkely
A mexikói kikötőket a vámházak mexikói kézre adása (lásd a III. cikkelyt) előtt elhagyó árukért a mexikói hatóságok nem követelnek semmiféle adót. Az amerikai megszállás hátralévő ideje alatt a kikötőkbe érkező árukra a következő rendelkezések vonatkoznak: (1) A vámházak mexikói kézre adása előtt behozott, Mexikóban tiltott áruk nem foglalhatók le. (2) A vámházak mexikói kézre adása és a mexikói vámrendszer visszaállítása közötti 60 napos időszakban ugyanezen áruk továbbra sem foglalhatók le, de vámot kell értük fizetni (lásd a XX. cikkelyt). (3) A két előző pontban meghatározott áruk nem csak a kikötőkben, de az ország egész területén mentesek mindenféle adónem alól. (4) Ez vonatkozik azokra az árukra is, amiket már korábban megszállás alatt lévő területekre szállítottak. (5) Nem vonatkozik azonban azokra az árukra, amik megszállás alatt nem álló területeken tűnnek fel – ezek után adózni kell. (6) Az első két pontban meghatározott és jelenleg valamely kikötőben raktározott áruk tulajdonosai azokat adómentesen hajóra rakhatják és elszállíthatják.
XX. cikkely
Amennyiben a mexikói vámrendszer visszaállítása 60 napnál korábban megtörténik, a XIX. cikkely rendelkezései továbbra is érvényben maradnak, egészen a 60 nap lejártáig.
XXI. cikkely
A szerződés értelmezésével, a két ország politikai vagy kereskedelmi viszonyával kapcsolatban felmerülő nézeteltéréseket a felek igyekeznek békésen rendezni. Ha ez mégsem sikerülne, a sértett félnek meg kell fontolnia a meghatalmazottakon vagy egy közvetítést vállaló baráti országon keresztül való tárgyalás lehetőségét, amelyet a másik félnek el kell fogadnia, hacsak nem tartja ezt az eljárást a nézeteltérés természetével vagy az ügy körülményeivel teljesen összeegyeztethetetlennek.
XXII. cikkely
Ha újabb háború törne ki a két köztársaság között: (1) Az ellenséges ország belsejében tartózkodó kereskedők 12, a kikötőiben tartózkodók 6 hónapig háborítatlanul az országban maradhatnak, és rendezhetik (pénz)ügyeiket. Az ellenséges ország területén járó hadsereg a fegyvertelen civileket nem háborgathatja és tulajdonaikat nem veheti el erővel, csak fizetség fejében. (2) A hadifoglyokkal való civilizált bánásmód részletes leírása.
XXIII. cikkely
Jelen szerződés jóváhagyandó a Szenátus egyetértésével az Amerikai Egyesült Államok elnöke, valamint a Kongresszus egyetértésével a Mexikói Köztársaság elnöke által; a ratifikált szerződések legkésőbb három hónap múlva kicserélendők a fővárosok valamelyikében.

### A Querétarói protokoll
A békeszerződés ratifikált példányait Nathan Clifford és Ambrose H. Sevier amerikai külügyi megbízottak és Don Luis de la Rosa mexikói külügyminiszter cserélte ki Mexikó ideiglenes fővárosában, Santiago de Querétaróban 1848. május 30-án. A találkozón az amerikai diplomaták által a szöveg módosításaira adott magyarázatot a Querétarói protokoll rögzíti:
1. A IX. cikkely kicserélése a Louisianai szerződés III. cikkelyére nem jelenti az érintettek jogainak megnyirbálását, a rövidebb szöveg tartalmazza a hosszabb eredeti minden kitételét.
2. A X. cikkely elhagyása nem jelenti a mexikói fennhatóság alatt keletkezett földtulajdonviszonyok eltörlését, a legitim jogcímeket az amerikai bíróságok el fogják ismerni. Legitim minden olyan igény, ami az amerikai törvény szerint legitimnek számított Kaliforniában és Új-Mexikóban 1846. május 13-ig és Texasban 1836. március 2-ig.
3. A XII. cikkely utolsó bekezdésének elhagyásával az amerikai kormánynak nem állt szándékában megfosztani Mexikót a 12 millió dolláros összegtől, melynek kifizetését a javított szövegben meghatározott időpontokban a kormány teljesíteni fogja.

Bár a protokoll bevezetője szerint az amerikai megbízottak „kormányuktól teljes felhatalmazást” kaptak, az Egyesült Államok később arra hivatkozva nem tartotta magát az egyezséghez, hogy tárgyalói túlléptek hatáskörükön.

## Az amerikai–mexikói határ a szerződés után

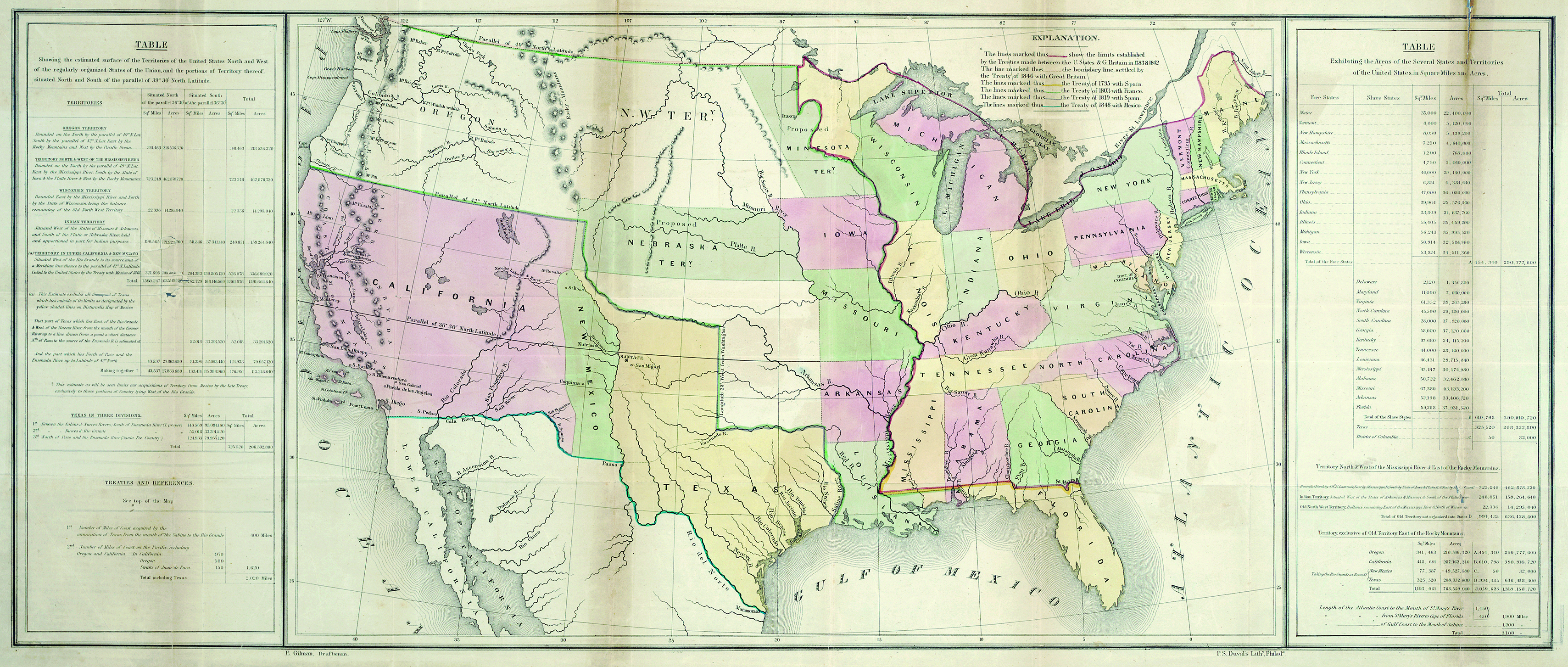
E. Gilman, [United States (after the Treaty of Guadalupe Hidalgo)], 1848

A szerződés értelmében a gazdát cserélő területeken élő mexikóiak amerikai állampolgárságot kaphattak, jóval korábban, mint az afro-amerikaiak, az ázsiaiak és az indiánok. 1850 és 1920 között a népszámlálások a mexikói nemzetiségűeket a fehér rovatba jegyezték be.
A pontos szárazföldi határok kijelölését egy mexikói–amerikai földmérő csoport végezte, munkájukat a három kötetes The United States and Mexican Boundary Survey tartalmazza. 1853. december 30-án közös megegyezéssel a határ fontos pontjain elhelyezett jelzések (leginkább csak kőrakások) számát 6-ról 53-ra emelték. 1882-ben és 1889-ben további pontosításokra volt szükség, mivel a jelzések egy része eltűnt vagy elmozdították őket.
Mivel egy-egy szélességi kör pontos elhelyezkedésének meghatározása néha pontatlan volt, Kalifornia déli határaként nem egy szélességi fokot adtak meg, hanem a Gila és a Colorado folyók összefolyásától nyugatra tartó vonalat, ami egy spanyol league-gel (4,2 km) a San Diego-öböl legdélebbi pontjától délre érte el az óceánt, így biztosítva, hogy San Diego kikötője amerikai kézre kerül.
1853 decemberében William Walker pár tucat emberével megszállta a ritkán lakott Kaliforniai-félszigetet, és Alsó-Kaliforniai Köztársaság néven független államnak kiáltotta ki. A következő hónapban Sonorát is elfoglalta és a két mexikói tartományból létrehozta a Sonorai Köztársaságot. Mivel expedíciójához nem kapott kellő támogatást, visszavonulni kényerült a mexikói kormánycsapatok elől, és 1854 májusában visszatért az USA-ba.
Mexikó gazdasági problémái miatt az USA 1854-ben újabb területet vásárolhatott. A Gadsden-vételt írásba foglaló Mesillai szerződéssel a Guadalupe Hidalgó-i béke egyes cikkelyei (VI., VII. és XI.) érvényüket vesztették. A tulajdonjogokról szóló rendelkezések (különösen a VIII. és IX. cikkely) azonban megerősítést nyertek.
Az amerikai polgárháború alatt gyakoriak voltak a mexikói és a konföderációs csapatok közötti összeütközések. Amerikai csapatok a mexikói francia intervenció alatt is átlépték a határt.[forrás?]
1916 márciusában Pancho Villa paramilitáris csapatai megtámadták az új-mexikói Columbus határtelepülést. Az incidenst majd' egy évig tartó amerikai katonai expedíció követte.
A Rio Grande folyásának módosulása miatt a texasi El Paso egyik külvárosa a 20. század elejére a folyó túlpartjára került. Új-Mexikó állam 1913-ban az USA Legfelsőbb Bíróságához fordult, hogy megszerezze az értékes földeket, ám a bíróság 1927-ben megszületett döntése Texasnak kedvezett. (Lásd Country Club-vita)
Napjainkban az amerikai–mexikói határ egyes szakaszain épülő kerítést nem közvetlenül a Rio Grande partjain vezetik, mivel az ottani talaj nem bírná el a súlyát és mivel a szerkezet módosítaná az árvizek terjedését s ezzel a folyó útját. Az északi part és a határzár közötti területek így senkiföldjévé válnak, újabb és újabb helyi vitákat okozva.